# Ampelocissus lowii
Ampelocissus lowii là một loài thực vật hai lá mầm trong họ Nho. Loài này được (Hook.f.) Planch. miêu tả khoa học đầu tiên năm 1887.